# Eremogone

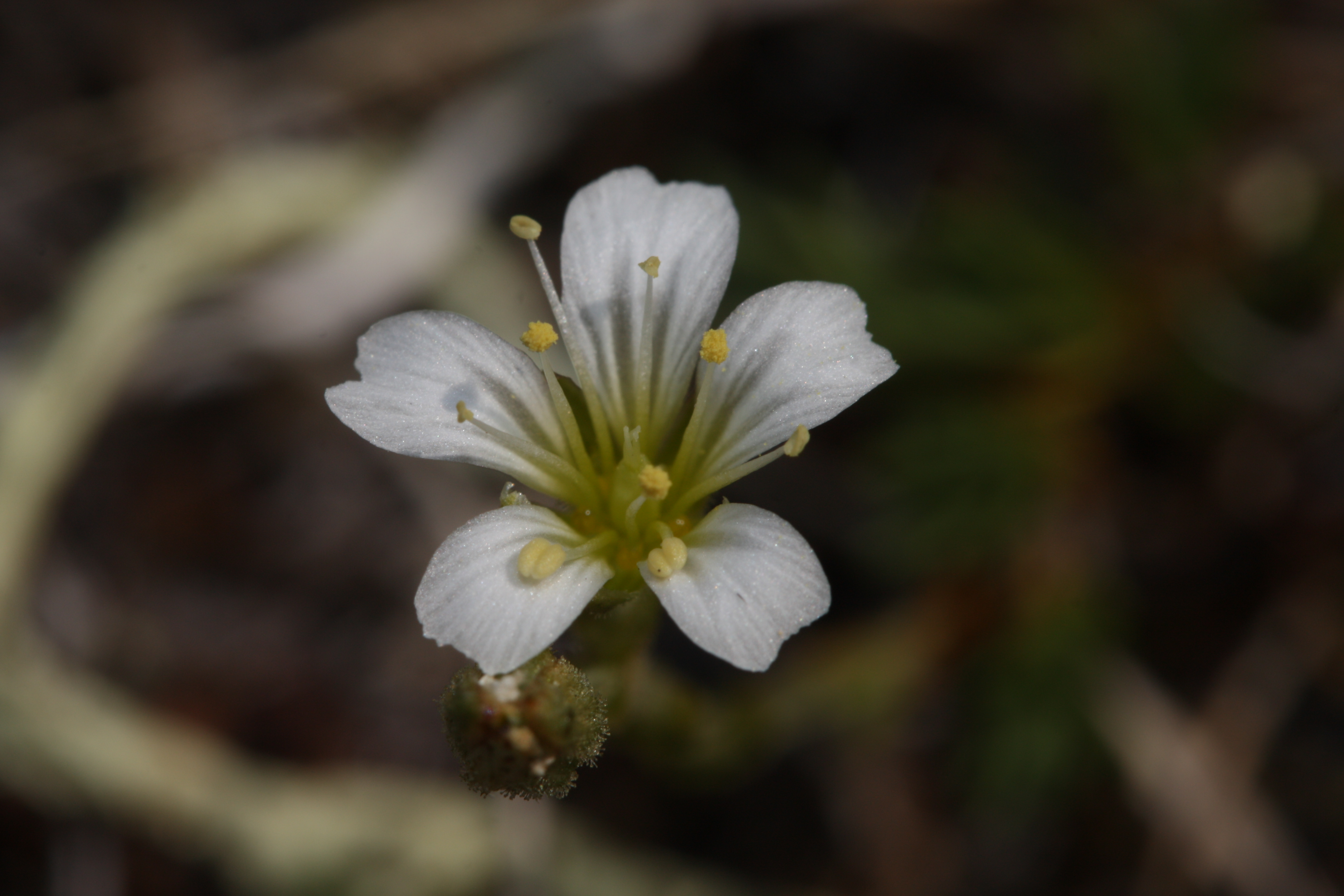
Kwiat Eremogone capillaris

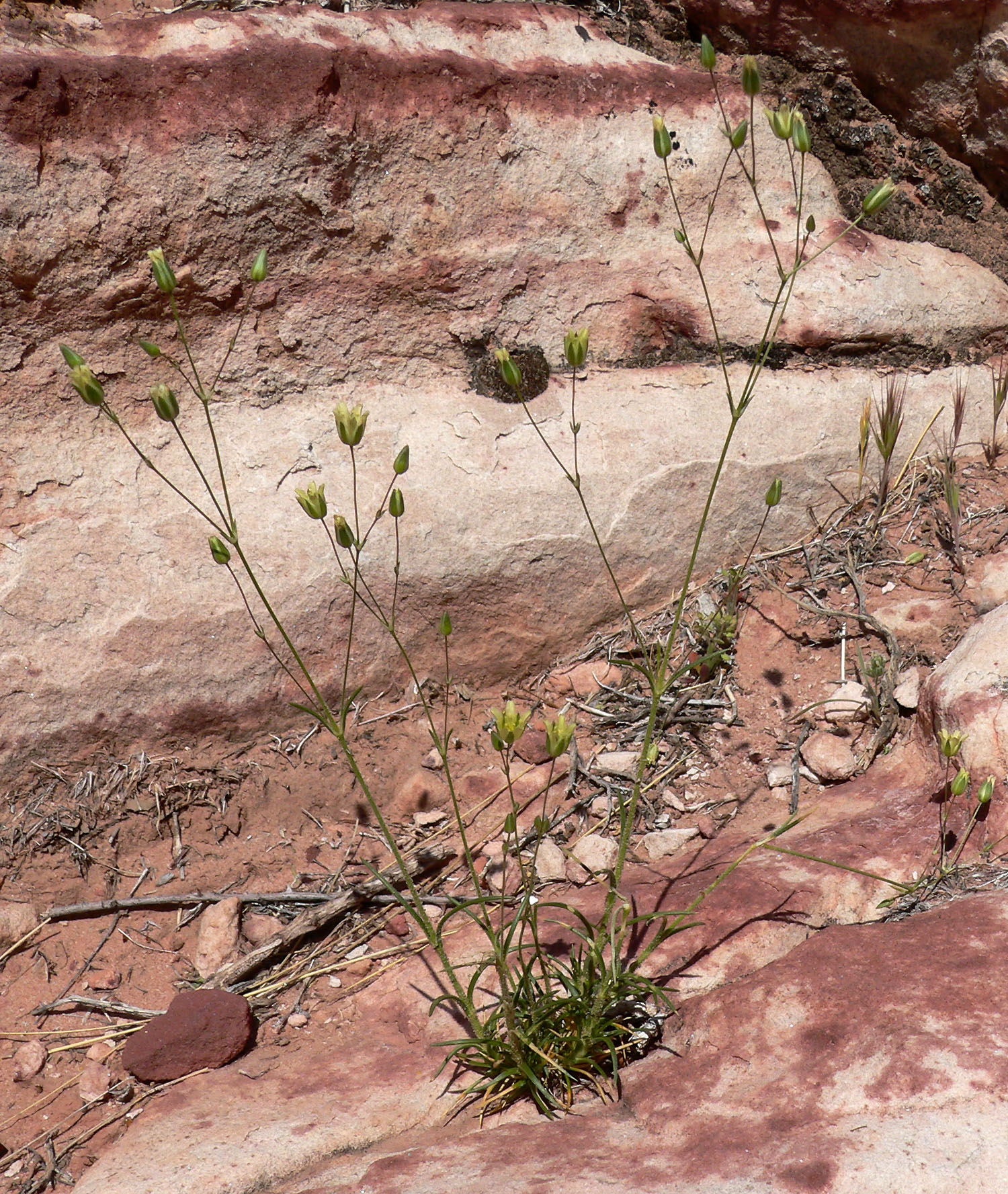
Eremogone macradenia

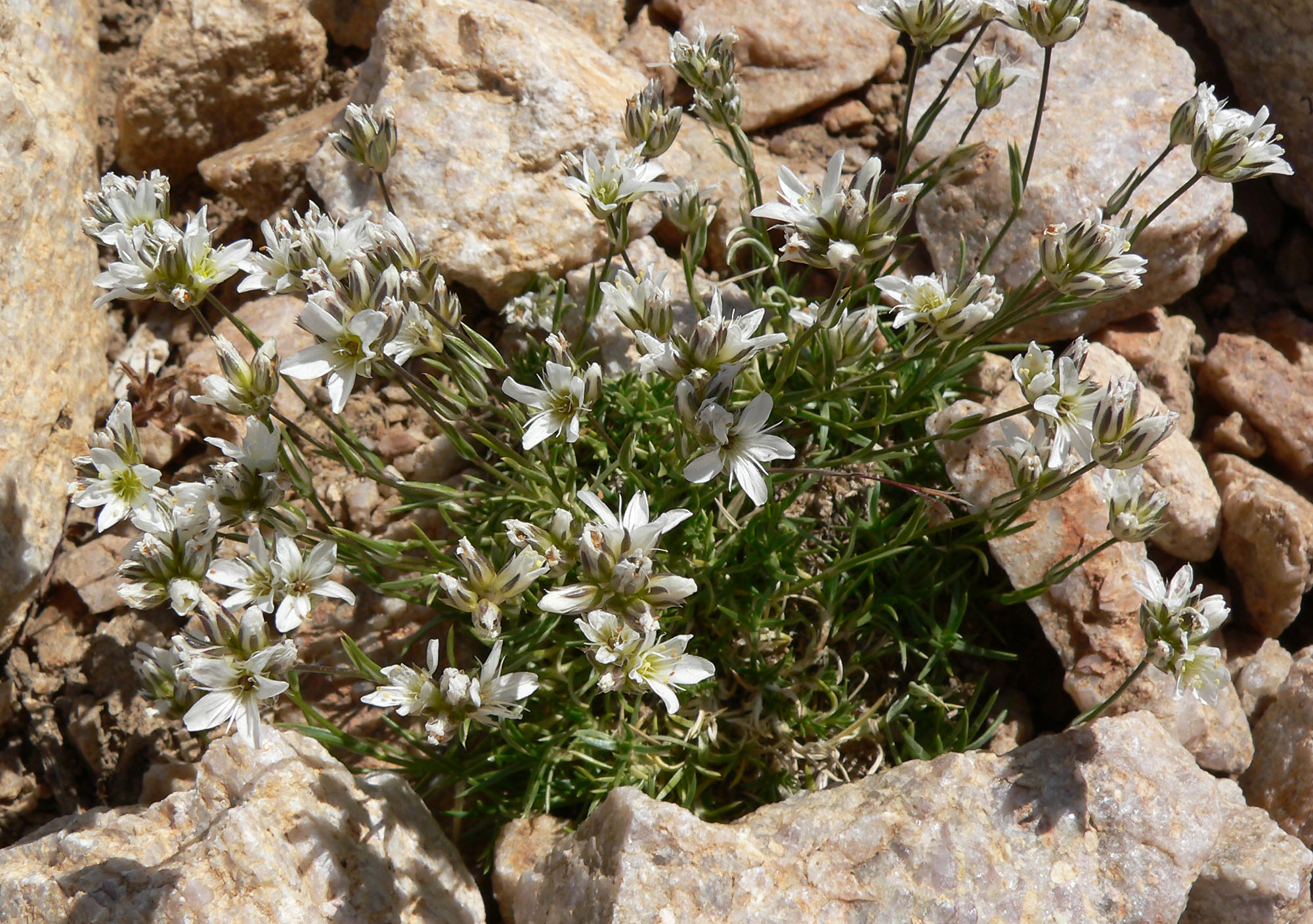
Eremogone congesta

Eremogone – rodzaj roślin z rodziny goździkowatych obejmujący ok. 80–100 gatunków. Występują one na półkuli północnej w strefie klimatu umiarkowanego. Największe zróżnicowanie osiągają w Ameryce Północnej, liczne gatunki występują także na obszarach górskich Eurazji. We florze Polski rodzaj reprezentowany jest przez jeden gatunek – piaskowiec trawiasty Eremogone saxatilis, w polskiej literaturze podawany pod nazwą synonimiczną – Arenaria graminifolia Schrad.

## Morfologia
PokrójByliny tworzące zwykle gęste poduchy, u nasady drewniejące i silnie rozgałęzione. Korzeń palowy często masywny.
ŁodygaWegetatywne pokładające się, generatywne są wzniesione.
LiścieNajczęściej skupione gęsto u nasady pędu. Blaszka liściowa z jedną wiązką przewodzącą, równowąska, igłowata do równowąskiej, czasem gruboszowata, na szczycie zaostrzona, czasem kłująco.
KwiatyWyrastają pojedynczo lub częściej zebrane w gęste kwiatostany szczytowe. Przysadki w parach, zredukowane, drobne, błoniaste lub łuskowate. Kwiaty siedzące lub jeśli na szypułach, to wzniesionych. Działek kielicha 5, zielonych (czasem purpurowo nabiegłych), na brzegu białawych, błoniastych. Płatków 5, białych, żółtawych lub rzadko różowych. Pręcików 10. Szyjki słupka 3, nitkowate, do 3 mm długości.
OwoceTorebki owalne, otwierające się 6 ząbkami. Zawierają od 1 do 10 nasion.

## Systematyka
Rodzaj zaliczany jest do plemienia Alsineae i podrodziny Alsinoideae w obrębie rodziny goździkowatych. W niektórych ujęciach zaliczany jest jako sekcja do rodzaju Arenaria sect. Eremogone (ew. podrodzaj). Badania molekularne potwierdzają monofiletyzm tego rodzaju, przy czym na klad składa się ok. 70 gatunków tradycyjnie zaliczanych do Arenaria subg. Eremogone (Fenzl) Fenzl, 22 gatunków z podgatunku Eremogoneastrum F.N. Williams oraz trzy gatunki tradycyjnie zaliczane do Minuartia subg. Spergella (Fenzl) McNeill. Niejasną pozycję zajmują dwa gatunki zwykle wyodrębniane w rodzaj Thylacospermum Fenzl.
Wykaz gatunków
- Eremogone aberrans (M.E.Jones) Ikonn.
- Eremogone acerosa (Boiss.) Ikonn.
- Eremogone acicularis (F.N.Williams) Ikonn.
- Eremogone aculeata (S.Watson) Ikonn.
- Eremogone acutisepala (Hausskn. ex F.N.Williams) Ikonn.
- Eremogone aksayqingensis (L.H.Zhou) Rabeler & W.L.Wagner
- Eremogone ali-gulii Koç & Hamzaoglu
- Eremogone androsacea (Grubov) Ikonn.
- Eremogone angustisepala (McNeill) Ikonn.
- Eremogone armeniaca (Boiss.) Holub
- Eremogone asiatica (Schischk.) Ikonn.
- Eremogone baxoiensis (L.H.Zhou) Dillenb. & Kadereit
- Eremogone biebersteinii (D.F.K.Schltdl.) Holub
- Eremogone blepharophylla (Boiss.) Ikonn.
- Eremogone brachypetala (Grossh.) Czerep.
- Eremogone brevipetala (Tsui & L.H.Zhou) Sadeghian & Zarre
- Eremogone bryophylla (Fernald) Pusalkar & D.K.Singh
- Eremogone calcicola (Gilli) Ikonn.
- Eremogone capillaris (Poir.) Fenzl
- Eremogone caricifolia (Boiss.) Ikonn.
- Eremogone cephalotes (M.Bieb.) Fenzl
- Eremogone cliftonii Rabeler & R.L.Hartm.
- Eremogone commagenae (Çeleb. & Favarger) Rabeler & W.L.Wagner
- Eremogone congesta (Nutt. ex Torr. & A.Gray) Ikonn.
- Eremogone cucubaloides (Sm.) Hohen.
- Eremogone curvifolia (Majumdar) Pusalkar & D.K.Singh
- Eremogone davisii (McNeill) Holub
- Eremogone dianthoides (Sm.) Ikonn.
- Eremogone drypidea (Boiss.) Ikonn.
- Eremogone eastwoodiae (Rydb.) Ikonn.
- Eremogone edgeworthiana (Majumdar) Pusalkar & D.K.Singh
- Eremogone fendleri (A.Gray) Ikonn.
- Eremogone ferganica (Schischk.) Ikonn.
- Eremogone ferrisiae (Abrams) R.L.Hartm. & Rabeler
- Eremogone ferruginea (Duthie ex F.N.Williams) Pusalkar & D.K.Singh
- Eremogone festucoides (Benth.) Pusalkar & D.K.Singh
- Eremogone formosa (Fisch. ex Ser.) Fenzl
- Eremogone franklinii (Douglas ex Hook.) R.L.Hartm. & Rabeler
- Eremogone fursei (Lazkov) Lazkov
- Eremogone gerzensis (L.H.Zhou) Rabeler & W.L.Wagner
- Eremogone glaucescens (H.J.P.Winkl.) Ikonn.
- Eremogone globuliflora (Rech.f.) Ikonn.
- Eremogone graminea (C.A.Mey.) C.A.Mey.
- Eremogone griffithii (Boiss.) Ikonn.
- Eremogone grueningiana (Pax & K.Hoffm.) Rabeler & W.L.Wagner
- Eremogone gypsophiloides (L.) Fenzl
- Eremogone haitzeshanensis (Tsui ex L.H.Zhou) Rabeler & W.L.Wagner
- Eremogone holostea (M.Bieb.) Rupr.
- Eremogone hookeri (Nutt.) W.A.Weber
- Eremogone ikonnikovii Knjaz.
- Eremogone insignis (Litv.) Ikonn.
- Eremogone isaurica (Boiss.) Ikonn.
- Eremogone ischnophylla (F.N.Williams) Rabeler & W.L.Wagner
- Eremogone jakutorum (A.P.Khokhr.) N.S.Pavlova
- Eremogone juncea (M.Bieb.) Fenzl
- Eremogone kansuensis (Maxim.) Dillenb. & Kadereit
- Eremogone kingii (S.Watson) Ikonn.
- Eremogone koelzii (Rech.f.) Ikonn.
- Eremogone kumaonensis (Maxim.) Pusalkar & D.K.Singh
- Eremogone lancangensis (L.H.Zhou) Rabeler & W.L.Wagner
- Eremogone ledebouriana (Fenzl) Ikonn.
- Eremogone loisiae N.H.Holmgren & P.K.Holmgren
- Eremogone longifolia (M.Bieb.) Fenzl
- Eremogone lychnidea (M.Bieb.) Rupr.
- Eremogone macradenia (S.Watson) Ikonn.
- Eremogone macrantha (McNeill) Ikonn.
- Eremogone meyeri (Fenzl) Ikonn.
- Eremogone minuartioides Dillenb. & Kadereit
- Eremogone mongholica (Schischk.) Ikonn.
- Eremogone mukerjeeana (Majumdar) Rabeler & W.L.Wagner
- Eremogone multiflora (Gilli) Ikonn.
- Eremogone oosepala (Bordz.) Czerep.
- Eremogone paulsenii (H.J.P.Winkl.) Ikonn.
- Eremogone persica (Boiss.) Ikonn.
- Eremogone picta (Sm.) Dillenb. & Kadereit
- Eremogone polaris (Schischk.) Ikonn.
- Eremogone polycnemifolia (Boiss.) Holub
- Eremogone potaninii (Schischk.) Rabeler & W.L.Wagner
- Eremogone procera (Spreng.) Rchb.
- Eremogone przewalskii (Maxim.) Ikonn.
- Eremogone pseudacantholimon (Bornm.) Holub
- Eremogone pulvinata (Edgew.) Pusalkar & D.K.Singh
- Eremogone pumicola (Coville & Leiberg) Ikonn.
- Eremogone qinghaiensis (Tsui & L.H.Zhou) Rabeler & W.L.Wagner
- Eremogone rigida (M.Bieb.) Fenzl
- Eremogone roborowskii (Maxim.) Rabeler & W.L.Wagner
- Eremogone saxatilis (L.) Ikonn. – piaskowiec trawiasty
- Eremogone scariosa (Boiss.) Holub
- Eremogone shannanensis (L.H.Zhou) Rabeler & W.L.Wagner
- Eremogone sinaica (Boiss.) Dillenb. & Kadereit
- Eremogone stenomeres (Eastw.) Ikonn.
- Eremogone surculosa (Rech.f.) Ikonn.
- Eremogone szowitsii (Boiss.) Ikonn.
- Eremogone taibaishanensis (L.H.Zhou) Rabeler & W.L.Wagner
- Eremogone talassica (Adylov) Czerep.
- Eremogone tetrasticha (Boiss.) Ikonn.
- Eremogone tschuktschorum (Regel) Ikonn.
- Eremogone turlanica (Bajtenov) Czerep.
- Eremogone ursina (Rob.) Ikonn.
- Eremogone zadoiensis (L.H.Zhou) Rabeler & W.L.Wagner
- Eremogone zargariana (Parsa) Holub